# リチャード・ポール・パヴリック
リチャード・ポール・パヴリック（Richard Paul Pavlick, 1887年2月13日 - 1975年11月11日）は、アメリカ合衆国ニューハンプシャー州の退職した郵便局員であり、当時上院議員で次期大統領であったジョン・F・ケネディを暗殺する目的でストーキングしていたことで知られる。パヴリックは1960年12月11日にフロリダ州パームビーチでケネディをダイナマイトで爆殺するため準備していたが、ケネディが妻子連れであったために中止した。パヴリックは改めて暗殺をするつもりであったが、実行前に逮捕された。

## 事件前の経歴
パヴリックは1887年2月13日にニューハンプシャー州ベルモントで生まれた。第一次世界大戦中は陸軍に所属し、その後はマサチューセッツ州ボストンで郵便局員として働いた。1950年代に退職してベルモントに転居した。パヴリックには家族がいなかった。彼はアメリカ国旗が正しく揚げられなかったことに対する苦情を含む、怒りにまみれた政治的発言をすることで地元の会合で知られるようになった。彼はまた政府を批判し、カトリックを憎み、そしてケネディ家と彼らの富にその怒りの矛先を向けた。さらにパヴリックは地元の水道会社が町の水に毒を入れているのではないかと疑っていた。

## 暗殺未遂事件
ケネディが1960年の大統領選でリチャード・ニクソン副大統領を破ると当時73歳だったパヴリックはケネディ暗殺を決意した。彼は自分の財産を地元のユースキャンプに引き渡し、わずかな所有物をビュイックに詰め込んで姿を消した。その後すぐにベルモントの郵便局長は「大それた」自分の話を耳にするだろう書かれたパヴリックからの奇妙なはがきを受け取った。局長ははがきの消印の日付と場所がケネディの動向と一致していることに気がつくとシークレットサービスに通報した。シークレットサービスは地元民に聞き込みを行い、パヴリックが以前に発していた暴言や最近ダイナマイトを購入したことを知った。パヴリックはマサチューセッツ州ハイアニス・ポートにあるケネディの屋敷を訪れ、セキュリティを確認しながら写真を撮った。
12月11日日曜日の午後10時前、ケネディがパームビーチの聖エドワード教会でのミサに行く準備をしていたとき、パヴリックはダイナマイトを積み込んだ車で爆殺するために待ち伏せをしていた。しかしながらパヴリックはケネディが妻のジャクリーンと2人の小さな子供を連れているのを見ると思いとどまった。パヴリックは後に「彼女や子供たちに危害を加えたくなかった」と述べた。その後数日のあいだにパヴリックは次の機会を待って教会の内部を調べていたが、一方でシークレットサービスは地元パームビーチ警察にパヴリックの車を捜索するように通知していた。
4日後の12月15日、パームビーチ警察のレスター・フリーによってロイヤル・ポインシアナ橋を渡るパヴリックの車が発見された。逮捕後にパヴリックは「ケネディは金でホワイトハウスと大統領の地位を買った。ケネディが大統領に就任するのを阻止したいという狂気の発想を持っていた」と供述した。
1961年1月27日、パヴリックはミズーリ州スプリングフィールドの連邦医療センターに収容され、その7週後にケネディ暗殺未遂で起訴された。テッド・ソレンセンによると、パヴリックのことを知ったケネディは「ただ困惑していた」という。

## 事件後
ケネディがテキサス州ダラスで暗殺されてから10日後の1963年12月2日にパヴリックに対する告訴は取り下げられた。判事のエメット・クレイ・チュートはパヴリックは精神障害者で行動の正誤の区別ができないと判断し、精神病院に留まるように命じた。1964年8月に連邦政府も起訴を取り下げ、最終的にパヴリックは1966年12月13日にニューハンプシャー州立病院を退院した。
1975年11月11日、パヴリックはニューハンプシャー州マンチェスターの退役軍人省病院で88歳で亡くなった。

## 大衆文化での描写
- 1983年のテレビミニシリーズ『ケネディ（英語版）』ではケント・ブロードハースト（英語版）がパヴリックを演じたが、史実の彼は73歳であるにもかかわらず作中では36歳の設定となった。
- 2013年のミリタリー・チャンネル（英語版）が製作した架空ドキュメンタリー『What If...? Armageddon 1962』はパヴリックがケネディ暗殺に成功し、リンドン・B・ジョンソンがキューバ危機の対応に失敗するという内容である。